# Slătinița, Bistrița-Năsăud
Slătinița, mai demult Pintic, Pintac (în dialectul săsesc Päntek, germană Pintak, Pintacken, maghiară Pinták, Kispéntek, Péntek, Szászpéntek în trad. Vinerea Mică, Vinerea, Vinerea Săsească) este o localitate componentă a municipiului Bistrița din județul Bistrița-Năsăud, Transilvania, România.

## Vezi și
- Biserica evanghelică din Slătinița

## Imagini

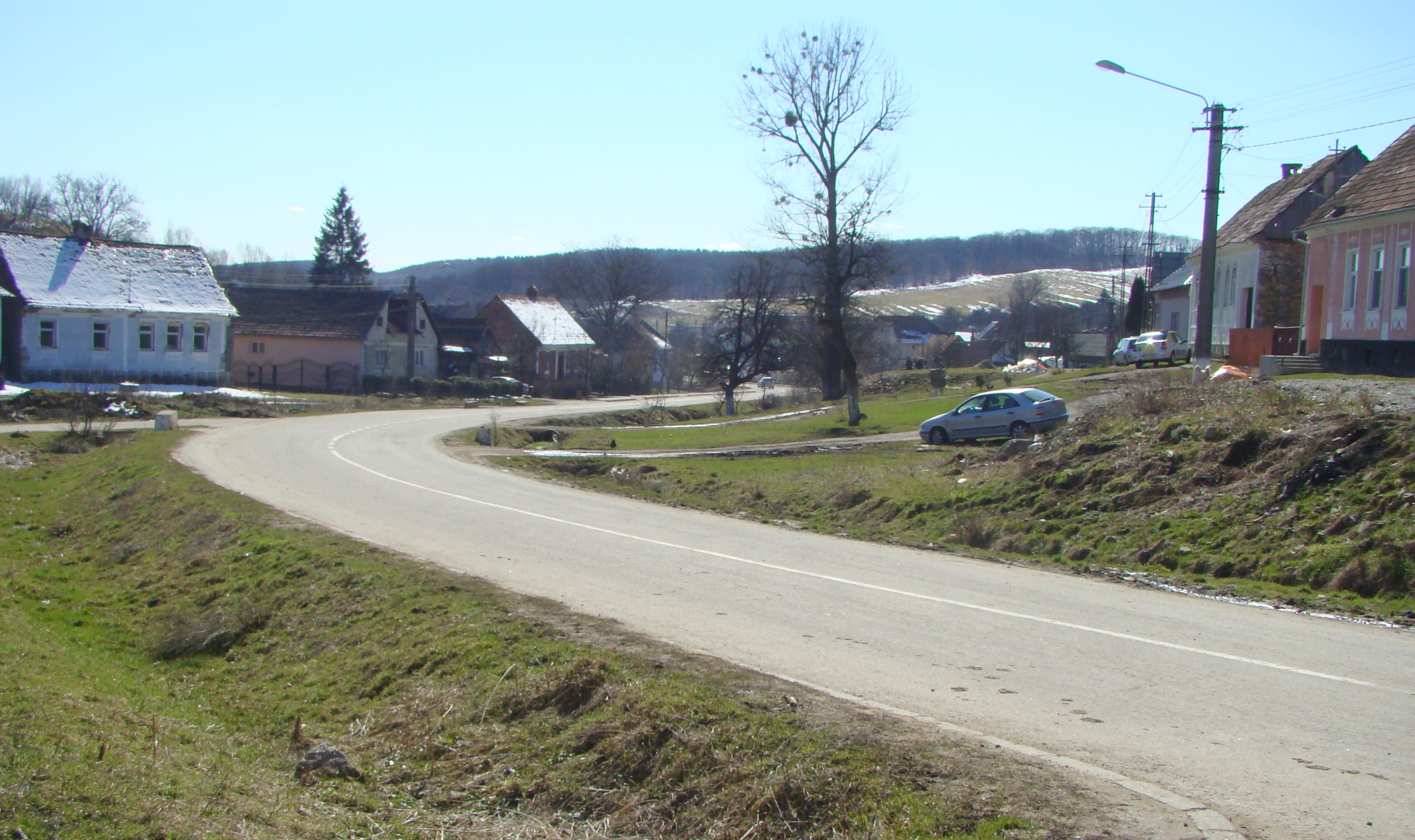
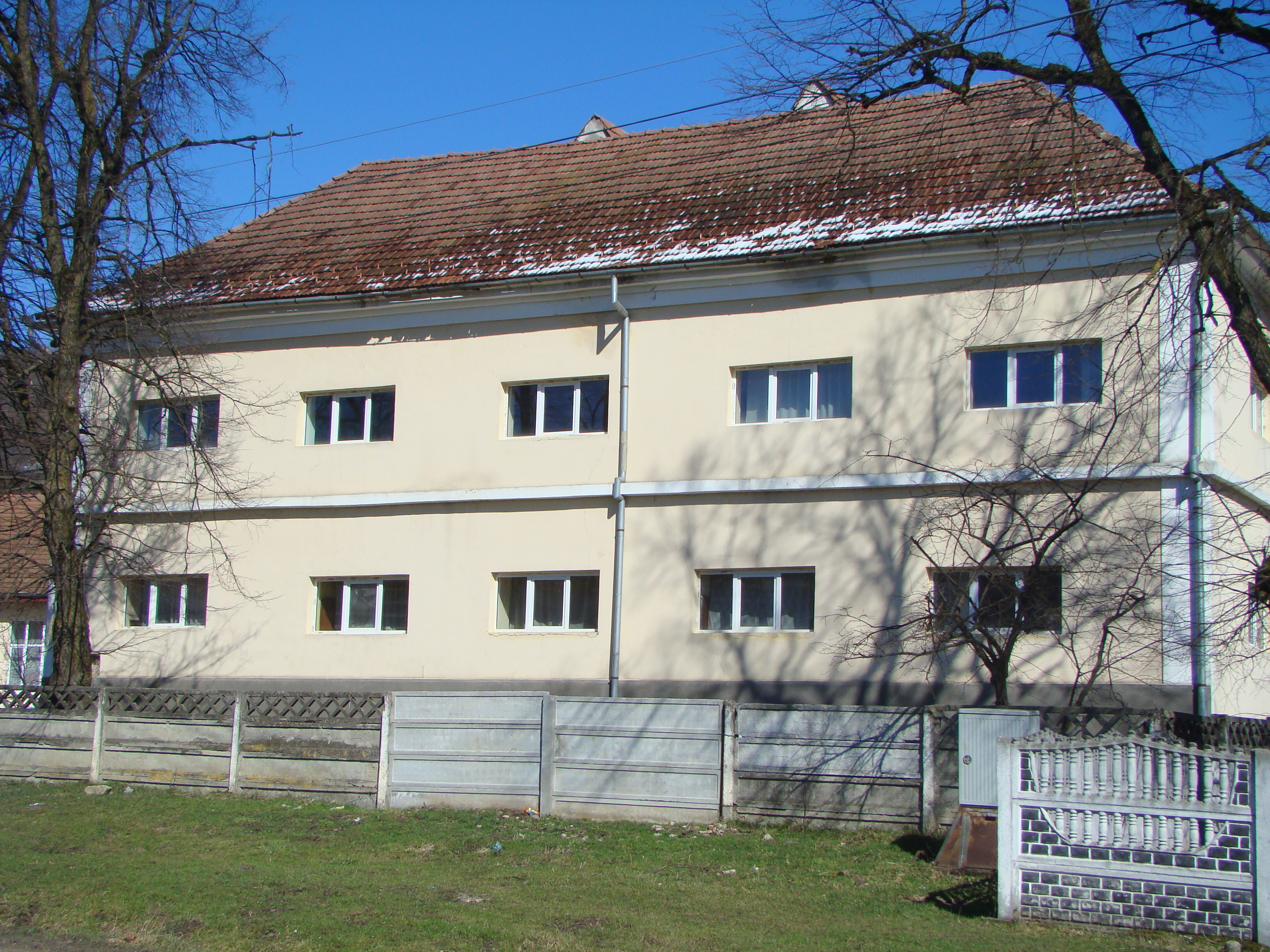
Şcoala
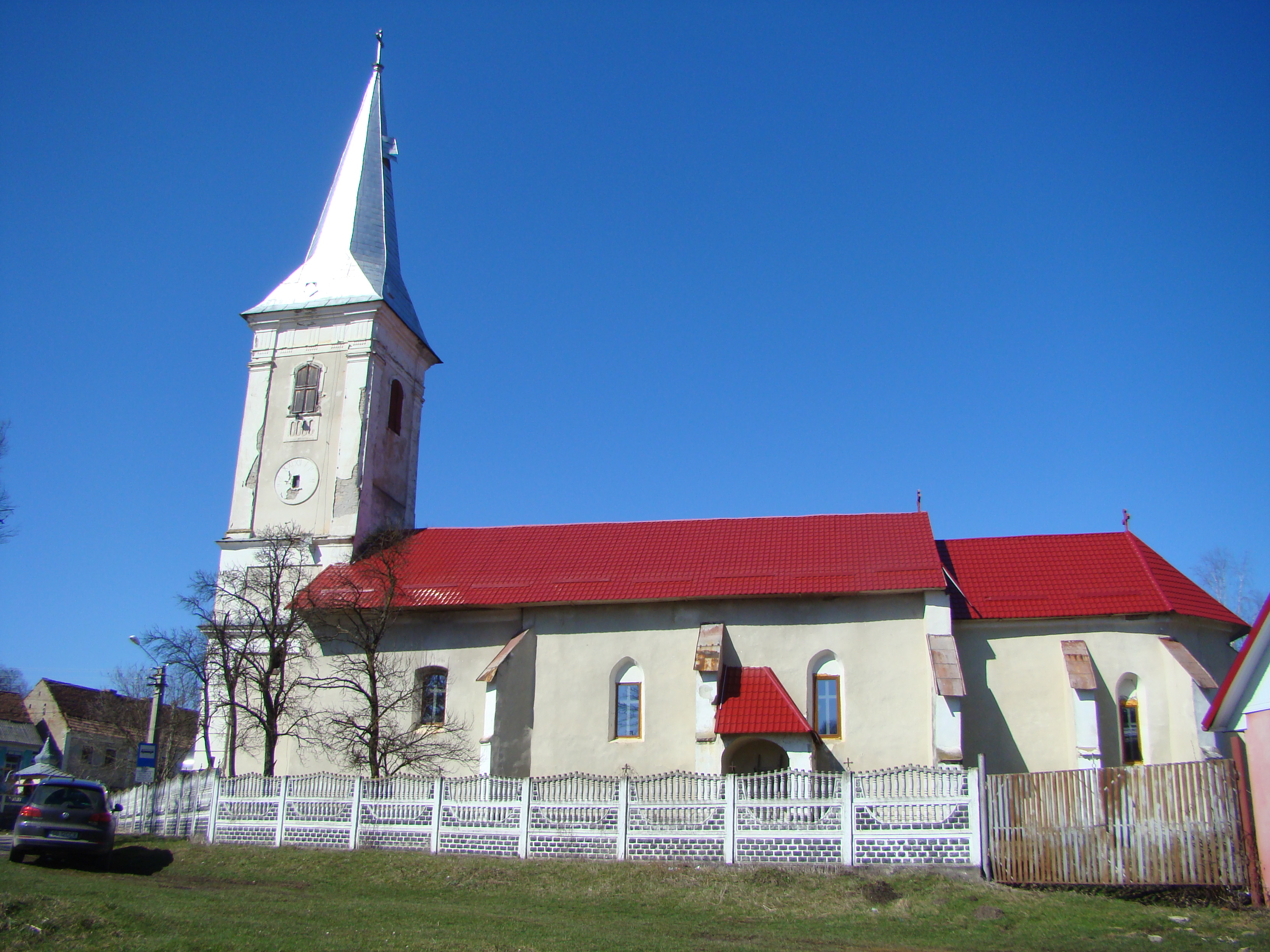
Biserica evanghelică C.A., azi biserica ortodoxă „Sfântul Mare Mucenic Gheorghe” (monument istoric)
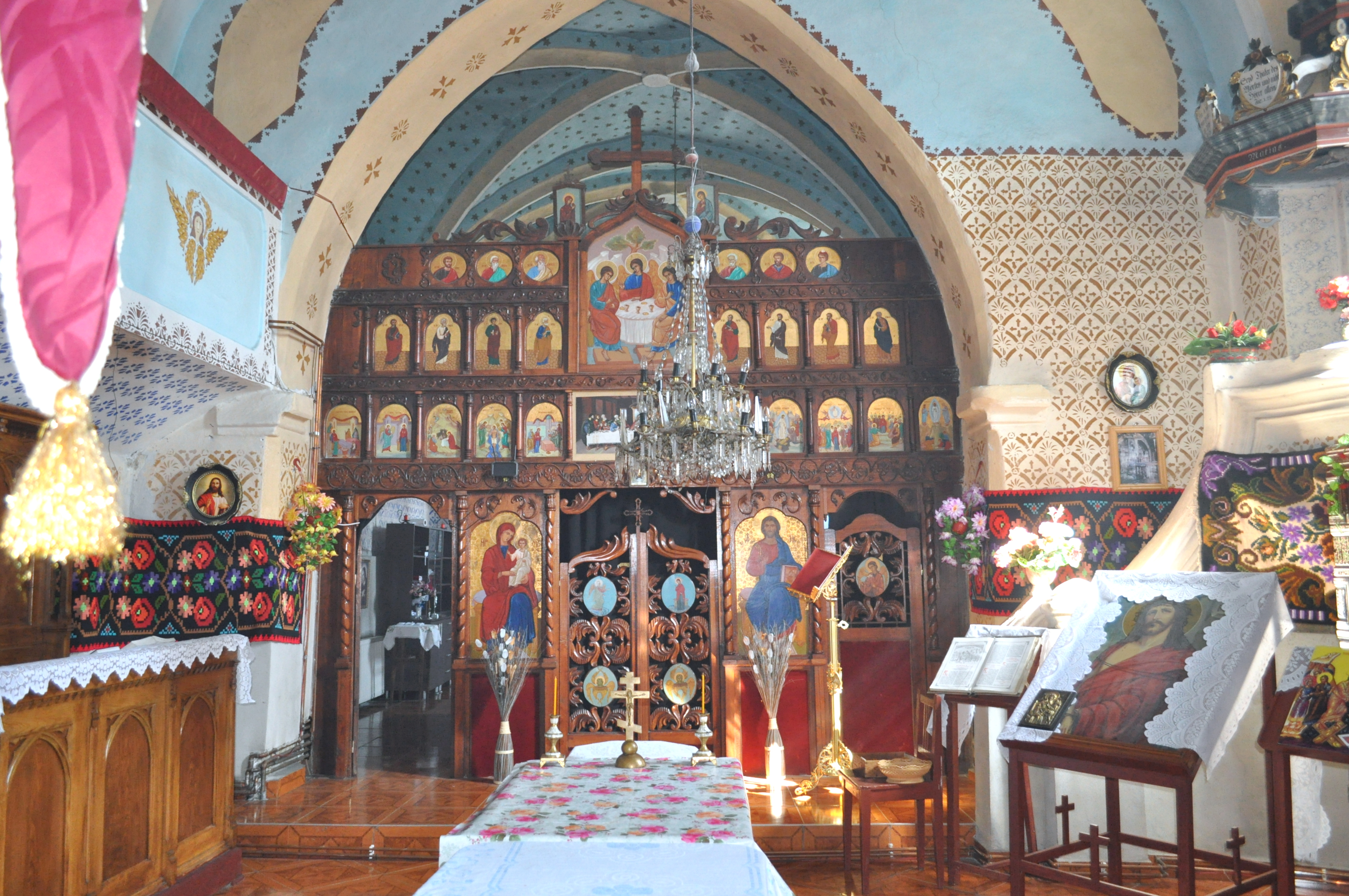
Biserica evanghelică C.A., azi biserica ortodoxă „Sfântul Mare Mucenic Gheorghe” (nava spre iconostas)